# Figueirense Futebol Clube
Figueirense Futebol Clube, mais conhecido como Figueirense e popularmente como Figueira, é um clube de futebol brasileiro da cidade de Florianópolis, Santa Catarina. Fundado em 12 de junho de 1921 na região central de Florianópolis localizada no antigo bairro da Figueira, suas cores são o preto e o branco.
É o segundo clube mais antigo de Santa Catarina em atividade. Décadas após sua fundação, o Figueirense mudou-se para a região continental de Florianópolis, no bairro do Estreito, onde construiu o Estádio Orlando Scarpelli. Na década de 1930, o clube atingiu um dos seus auges com a conquista de cinco títulos do Campeonato Catarinense. Após um longo período sem conquistas estaduais nas décadas de 1950 e 1960, o Figueirense voltou a se consagrar campeão estadual em 1972 e 1974, época em que teve as suas primeiras participações na elite do Campeonato Brasileiro. O Figueirense se firmou nos principais campeonatos de futebol do Brasil no início do Século XXI, quando se consolidou na disputa da Série A e foi vice-campeão da Copa do Brasil de 2007.
O Furacão do Estreito, como também é conhecido, é um dos clubes mais bem-sucedidos no futebol de Santa Catarina, com 18 títulos do Campeonato Catarinense e o maior número de participações de um clube catarinense na elite do Campeonato Brasileiro, além de ser o único clube catarinense a ficar mais de uma vez entre os 8 primeiros do campeonato brasileiro. O Figueirense detém o melhor aproveitamento, com 50,9%, e a maior série de invencibilidade de um clube de Santa Catarina na Série A, com 14 jogos sem perder, ambos no Campeonato Brasileiro de 2011. E o Figueirense também possuí a melhor campanha em pontos, de um catarinense, 58.
O Figueirense é considerado pela imprensa catarinense como um dos cinco grandes clubes do estado, junto com o Criciúma, o Joinville, a Chapecoense e o Avaí, com o qual disputa o Clássico de Florianópolis e possui uma antiga e intensa rivalidade.
Seu maior ídolo é Fernandes, maior artilheiro da história do clube, com 108 gols, e terceiro jogador que mais atuou pelo time. O meia-atacante possui 403 partidas pelo alvinegro, representando o Figueira entre os anos de 1999 e 2012.
Um outro grande ídolo da história recente do Figueirense é o goleiro Wilson, paredão do alvinegro com mais de 373 jogos pelo clube, é o quarto jogador que mais atuou pelo time. Teve uma trajetória memorável entre os anos de 2007 e 2013, e ainda voltou a defender o alvinegro no ano de 2022, onde permaneceu até se aposentar como atleta no início de 2024 para assumir o cargo de gerente de futebol e posteriormente diretor executivo no clube. É também o 4° goleiro com mais gols marcados no Brasil.

## História

### O Início nos anos 1920
A ideia de fundar uma agremiação esportiva, foi atribuída a um jovem esportista chamado Jorge Albino Ramos. O próximo passo foi conseguir a simpatia de amigos. Balbino Felisbino da Silva, Domingos Joaquim Veloso e João Savas Siridakis também assumiram a ideia. O nome Figueirense foi sugerido por Siridakis - esse nome foi defendido pois a maioria das reuniões que tratavam da fundação da futura agremiação ocorria no Bairro da Figueira, situado nas imediações das ruas Conselheiro Mafra, Padre Roma e adjacências.
O dia 12 de junho de 1921 foi definido como a data de fundação do Figueirense. Uma residência localizada na rua Padre Roma foi cedida para a reunião de inauguração. Foram escolhidos para compor a primeira diretoria: presidente - João dos Passos Xavier; vice-presidente - Heleodoro Ventura; primeiro secretário - Balbino Felisbino da Silva; segundo secretário - Jorge Felisbino da Silva; primeiro tesoureiro - Jorge Albino Ramos; segundo tesoureiro - Jorge Araújo Figueiredo; orador - Trajano Margarida; guarda-esporte - Higino Ludovico da Silva. Com as cores preto e branco, que foi a preferência da maioria.
Os nomes de todos os fundadores: Alberto Moritz, Agenor Dutra, Balbino Felisbino da Silva, Bruno José Ventura, Carlos Honório da Silva, Dario Silva, Dilgidio Dutra Filho, Domingos Veloso, Heleodoro Ventura, Higino Ludovico da Silva, João dos Passos Xavier, João Lobo, João Savas Siridakis, João Soares, Joaquim Manoel Fraga, Jorge Albino Ramos, Jorge Araújo Figueiredo, Jorge Silva, Leopoldo Silva, Manoel Noronha, Manuel Xavier, Pedro Francisco Neves, Pedro Xavier, Raymundo Nascimento, Trajano Margarida, Walfrido Silva e Wlisses Carlos Tolentino.

### Década de 1930
A década de 1930 é lembrada como a melhor década, com o maior número de títulos num espaço de dez anos. O Figueirense tornou-se campeão de todos os campeonatos de que participou em 1932: Torneio Início, Campeão da Cidade de Florianópolis e Campeão Estadual. Alcançou novamente o título máximo da cidade em 1933. Tornou-se mais uma vez campeão citadino e estadual em 1935 e conquistou o seu terceiro campeonato estadual em 1936. Em 1937 e em 1939, obteve os títulos de campeão citadino e estadual.
Um jogador esteve presente em todas as conquistas dos anos 1930: Carlos Moritz, conhecido como Calico. Ele foi o jogador que por mais tempo vestiu a camisa do Figueirense, sendo também recordista de títulos pelo alvinegro e um dos seus principais goleadores.
No jogo decisivo do campeonato estadual de 1939, Figueirense 5 a 3 Pery Ferroviário (Mafra), quatro irmãos atuaram pelo Figueirense. Eram os irmãos Moritz: Calico, Décio, Nery e Sidney.

### Década de 1940
A década de 1940 também foi marcante na história do alvinegro, o clube passou a ser reconhecido também por "Esquadrão de Aço" e "Furacão do Estreito", apelidos estes a serem incorporados futuramente no Hino Oficial do Figueirense.
Em 1941 o clube repetiu o feito de 1932 sagrando-se campeão do Torneio Início, Campeonato da Cidade e Campeonato Estadual. Em 1947, 1948 e 1949 No dia 28 de outubro de 1935, o empresário e desportista Orlando Scarpelli, durante a vigência de seu mandato como presidente do clube, doava oficialmente ao Figueirense a área de terra onde hoje encontra-se construído o Estádio que leva seu nome. Em 1949, começaram os trabalhos da construção da praça de esportes do alvinegro. Em setembro daquele ano, foram lançados títulos patrimoniais com vistas à arrecadação de recursos destinados ao início das obras. Um ano depois, em setembro de 1948, tiveram início as obras de construção do Estádio do Figueirense.

### Década de 1950
Nos anos de 1950, o Figueirense conquistou três torneios inícios (1950, 1951 e 1959) e cinco campeonatos da cidade (1950, 1954, 1955, 1958 e 1959), além do vice-campeonato estadual de 1950. A falta de conquista de títulos estaduais nesta década está diretamente vinculada à escassez de recursos financeiros. A prioridade era a construção do estádio. Neste período, as obras de implantação da praça de esportes entraram em ritmo acelerado. Em 20 de julho de 1951, o Figueirense venceu seu maior rival, o Avaí por 1 a 0 no jogo que marcou a inauguração do sistema de iluminação do Estádio Adolfo Konder. Bráulio foi o autor do gol que entrou para a história. Também em 1951, o Figueirense tornou-se campeão invicto em uma série de amistosos com clubes paranaenses, o Torneio de Paranaguá.

### Década de 1960
A década de 1960 iniciou-se com boas notícias. Em 12 de junho de 1960, no aniversário de trinta e nove anos do clube, acontecia a inauguração parcial do Estádio do Figueirense, com a realização do primeiro jogo: Figueirense 1 a 1 Clube Atlético Catarinense (São José).
Os resquícios de dívidas financeiras de 10 anos de construção do Orlando Scarpelli prejudicaram a performance nos campeonatos da década de 1960. Neste período o alvinegro já apostava nas divisões de base, e formava um bom elenco juvenil e o Furacão do Estreito sagrou-se campeão de dois Torneios Início (1961 e 1962) e de um campeonato da cidade (1965). As divisões de base obtiveram excelente performance neste período. 

### Década de 1970
Em 1970, na administração de José Nilton Szpoganicz, a Figueira foi incorporada ao distintivo do clube. Em 1973, o Figueirense conquistou a vaga para o campeonato nacional de clubes, tornando-se o primeiro clube catarinense a representar Santa Catarina na competição. Em 15 de agosto de 1973, num jogo festivo contra o Vitória, da Bahia, foram entregues as obras de expansão e melhoramentos do Estádio Orlando Scarpelli, capacitando-o a sediar os jogos válidos pelo Campeonato Nacional. Na década de 1970 o Figueirense conquistou dois títulos estaduais (1972 e 1974) e obteve, em 1975, a melhor performance de um clube catarinense em Campeonato Brasileiro naquela década, passando para a segunda fase e terminando a competição em 21º lugar.

### Década de 1980
Durante esta década, o Figueira obteve dois vice-campeonatos estaduais (1983 e 1985), tendo conquistado as taças Mané Garrincha (Primeiro Turno do Campeonato Estadual de 1983) e José Leal Meirelles (Segundo Turno do Campeonato Estadual de 1985). Em 1987, disputou o campeonato estadual da Segunda Divisão. Tendo se destacado muito nos anos 80 o atacante Albeneir, ídolo do clube.
Em 1985, o "Furacão do Estreito" disputou a Taça de Prata, e obteve uma das melhores performances dentre as suas participações em campeonatos nacionais, classificando-se para o triangular final, terminando na terceira colocação do certame.

### Década de 1990
Após o vice-campeonato de 1993, o Figueirense, sagrou-se campeão catarinense de 1994.
Em 1995, o Figueirense foi campeão do Torneio Mercosul (uma competição amistosa) em cima do Joinville.
Em 1999, quando o clube já usava o seu novo modelo de gestão, com ênfase à reorganização e modernidade administrativa, o alvinegro, na administração de José Carlos da Silva, que negociou a vinda do meio-campo Fernandes, o craque e ídolo alvinegro, que todos já conhecem pelo seu futebol qualificado e por sua superação na carreira. No mesmo ano, o clube conquistou o seu 10º título do Campeonato Catarinense, fazendo a final contra o seu maior rival, o Avaí.
Em 1999, a Associação Amigos do Figueirense (ASFIG) adquire um terreno destinado a implantação do Centro de Treinamento do Figueirense, localizado no município de Palhoça, a 20 km do Estádio Orlando Scarpelli.

### Década de 2000
Em junho de 2000, em meio às comemorações dos 79 anos de fundação do clube, é inaugurada a primeira etapa de obras do Centro de Formação e Treinamento do Cambirela.
Em 2001, o Furacão fez uma bela campanha na Série B do Campeonato Brasileiro e foi Vice-Campeão da competição.
Em 2002, conquistou o seu 11ª título do Campeonato Catarinense e fez sua estreia na Série A, o clube teve uma série de superações durante a competição terminando o campeonato na 17ª posição sob o comando de Muricy Ramalho.
Em 2003, foi bicampeão catarinense. No mesmo ano contratou Cléber Américo da Conceição, carinhosamente chamado de Clebão e o centro-avante Evair.
Em 2004, os meias Fernandes e Sergio Manoel fazem uma bela dupla no estadual e no brasileiro comandados por Dorival Júnior, conquistando o Tri-campeonato Catarinense.
Em 2005, foram colocadas cadeiras em todo o Estádio Orlando Scarpelli, junto com outras reformas e melhorias, que vinham sendo feitas desde a década anterior. Contratou Edmundo, o Animal, uma das maiores contratações da história do clube e de Santa Catarina, também foi nesses dois anos que o clube foi comandado por Adílson Batista.
Em 2006, ganhou o Campeonato Catarinense em uma vitória de 3 a 0 sobre o Joinville, e conquistou a melhor colocação de um clube catarinense na história do Campeonato Brasileiro até então, com a 7ª posição.
Em 2007, o Figueirense chegou até a final da Copa do Brasil, porém perdeu o jogo decisivo no Orlando Scarpelli por 1 a 0 após empatar com o Fluminense no Rio de Janeiro em 1 a 1.
Em 2008, o clube venceu de forma invicta o Primeiro Turno do Campeonato Catarinense e no segundo turno fez uma campanha razoável por já estar garantido na final, porém perdeu confrontos diretos importantes que foram decisivos, e não levou o título antecipadamente. Na final enfrentou o Criciúma, vencendo o primeiro jogo por 1 a 0, em casa, dependendo apenas do empate no jogo de volta. Acabou perdendo por 3 a 1 e o jogo foi para a prorrogação, onde o Figueirense venceu por 1 a 0 e sagrou-se campeão do estado de Santa Catarina pela 6ª vez em 9 anos, e pela primeira vez em sua história levantou a Taça no estádio adversário. No final do ano o clube foi rebaixado à Série B do Campeonato Nacional. Neste mesmo ano, o Figueirense foi campeão da Copa São Paulo de Futebol Júnior, em cima do Rio Branco em uma vitória de 2 a 0.
Em 2009, o clube tentou a classificação mas ficou na 6ª colocação da série B do Campeonato Brasileiro.

### Década de 2010
Em 2010, o Figueirense ficou com a 3º colocação no Campeonato Estadual. Após derrotar por 4 a 2 o Paraná e sagrar-se vice-campeão do Campeonato Brasileiro da Série B de 2010, o clube logrou retornar à 1ª divisão do futebol nacional.
Em 2011, o Figueirense montou um de seus melhores elencos da história e fez a sua melhor campanha numa Série A de Campeonato Brasileiro sob o comando do técnico Jorginho, ficando em 7º lugar com 58 pontos. E neste ano também teve a revelação do Brasileirão, Wellington Nem.
Em 2012, o clube vivenciou um de seus piores anos, perdendo a final do Campeonato Catarinense para o seu maior rival, o Avaí, e sendo rebaixado para a Série B do Campeonato Brasileiro.
Em 2013, o Furacão do Estreito voltou à elite do Campeonato Brasileiro, conquistando a 4º vaga no dia 30 de novembro de 2013 após um empate em 1 a 1 contra o Bragantino em Bragança Paulista, sendo o primeiro clube fora do Clube dos 13, que subiu no ano seguinte em que foi rebaixado.
Em 2014, no dia 13 de abril o Figueirense sagrou-se campeão do Campeonato Catarinense no Estádio Orlando Scarpelli, conquistando o seu 16º título pelo placar de 2 a 1 em cima do Joinville. Nesse mesmo ano foi o melhor entre os 3 times Catarinenses no Campeonato Nacional da Primeira divisão, ficando em 13ª lugar com 47 pontos.
Em 2015, o clube alvinegro teve uma ótima campanha no Campeonato Catarinense terminando com apenas 3 derrotas em todo campeonato e chegando à final da competição. Disputou a final com o Joinville, que obteve o direito de jogar a partida de volta em casa e a vantagem de resultados iguais por ter terminado em 1º lugar no hexagonal final. As duas partidas terminaram empatadas em 0 a 0, dando o título ao Joinville. Porém, devido à escalação de forma irregular do jogador André Krobel na última partida pelo hexagonal final contra o Metropolitano, o clube tricolor foi denunciado e julgado pelo TJD-SC, sendo punido por unanimidade com a perda de 4 pontos, o que daria a vantagem e consequentemente o título ao Figueirense. O Joinville recorreu e perdeu reiteradas vezes, até que o Pleno do STJD recomendou que a Federação Catarinense de Futebol (FCF) homologasse o título ao Figueirense em até 3 dias úteis. Com esse título, o Furacão se tornou o clube mais vezes campeão de Santa Catarina, com um total de 17 conquistas, ultrapassando o seu maior rival Avaí, que também teria 16 títulos.
Ainda em 2015, o Furacão do Estreito conseguiu chegar as quartas de finais da Copa do Brasil, sendo eliminado pela equipe do Santos. Terminou a Serie A do Campeonato Brasileiro em 16ª lugar com 43 pontos.
Em 2016, o Figueirense ficou em 4º lugar no Campeonato Catarinense, estreou o seu time na Primeira Liga de 2016, sendo eliminado na fase de grupos ficando em 6º lugar, na Copa Sul Americana foi eliminado na segunda fase pelo Flamengo, na Copa do Brasil foi eliminado na terceira fase pela Ponte Preta, no Campeonato Brasileiro fez uma campanha irregular terminando em 18º lugar, assim sendo rebaixado a Série B de 2017
Em 8 de agosto de 2017, o Conselho Deliberativo do clube aprovou uma parceria que transforma o Figueirense em um clube-empresa.
Ainda em 2017, o Figueirense foi eliminado na primeira fase da Copa do Brasil, ficou em 8º lugar no Campeonato Catarinense e fez a pior campanha de sua história na Série B do Campeonato Brasileiro, na era dos pontos corridos, ficando em 12º lugar.
Em 2018, no dia 8 de abril, o Figueirense foi campeão do Campeonato Catarinense. Venceu a Chapecoense por 2 a 0 em uma final de jogo único na Arena Condá, em Chapecó. Foi o 18º título estadual do clube.
Também em 2018, o Figueirense pelo segundo ano consecutivo fez a pior campanha de sua história na Série B do Campeonato Brasileiro, na era dos pontos corridos, ficando em 15º colocado, a apenas 3 pontos da zona de rebaixamento.
O ano de 2019 foi bastante conturbado para a equipe alvinegra, vários meses de salários e outros pagamentos atrasados para o elenco profissional, comissão técnica, categorias de base e funcionários em geral e, com isso, resultou em um W.O. numa partida válida pela Série B do campeonato nacional. Essa crise foi noticiada pelo mundo inteiro, onde até o treinador, campeão europeu e mundial, Pep Guardiola citou o Figueirense em uma entrevista dando seu apoio aos jogadores.
Em julho de 2019, o Figueirense obteve a conquista da Recopa Catarinense, competição que é disputada entre os vencedores do Campeonato Catarinense de Futebol e da Copa Santa Catarina.
Ainda em 2019, dia 20 de setembro, o contrato de clube-empresa foi rompido.
No final do ano de 2019, o Figueirense, após estar com uma probabilidade de mais de 90% de rebaixamento e também um w.o., conseguiu se manter na segunda divisão do Campeonato Brasileiro.

### Década de 2020
Em 2020, Pelo Catarinense, foi classificado para a próxima fase, mas acabou sendo eliminados nas quartas de final após as partidas contra Juventus, ganhando a partida de ida na casa do adversário por 1-2, porém, na partida de volta, em casa, foi goleado por 4-1.
Pela Série B, na penúltima rodada, para sair do rebaixamento, precisa vencer o Juventude e depender de resultados paralelos para a permanência. Porém, acabou sendo rebaixado, por perder para o clube gaúcho em Caxias do Sul, e com o triunfo do Vitória (que também foi rebaixado no ano seguinte e acompanhá-lo em 2022) sobre o Botafogo-SP, sendo assim o primeiro retorno à Série C desde 1999.
Pela Copa do Brasil, passou na 1ª fase ao derrotar o Novorizontino na casa do adversário por 1-2, na 2ª fase conseguiu derrotar o Vitória-ES fora de casa por 0-1, na 3ª fase acabou sendo eliminado depois de ganhar por 1-0 sobre o Fluminense, em casa, mas acabou sendo eliminado pelo tricolor carioca fora de casa por 0-3.
Em 2021, o alvinegro conquistou a Copa Santa Catarina, e buscando se recuperar financeiramente, com o objetivo de retomar o seu espaço entre as grandes forças do futebol brasileiro, se tornou o primeiro clube do país a buscar e ter homologado o seu pedido de Recuperação Extrajudicial, criando na sequência, já no fim do ano, a sua SAF, sociedade que nasceu com o propósito de gerir as atividades de futebol do time do povo de Santa Catarina
No ano de 2022, já com o seu futebol gerido pela FFC SAF, o alvinegro iniciou o ano dando a volta olímpica na casa do rival, ao derrotar o Avaí por 3×1, conquistando pela segunda vez a Recopa Catarinense. Na Série C do Campeonato Brasileiro, se classifica em terceiro lugar para a segunda fase e deixa escapar o acesso à série B ao empatar a última partida do campeonato contra o já promovido ABC-RN. 2023, o alvinegro fica em oitavo lugar no Campeonato Catarinense e nas quartas de finais é eliminado pelo Hercilio Luz por 1x0 no agregado. Na Terceira Divisão do Campeonato Brasileiro, o Figueirense ficou em décimo sexto lugar, sendo que quase foi rebaixado no último jogo contra o Manaus, quando num cruzamento do adversário o goleiro alvinegro Thiago Gonçalves fez a "defesa do século", evitando uma derrota que levaria ao descenso do clube.
Em 2024 no comando de João Burse, o alvinegro fica em quarto lugar na fase classificatória do Campeonato Catarinense, sendo eliminado nas quartas de final contra o Barra. Pela Série C , o furacão podia ter se classificado mas perdeu os últimos dois jogos decisivos e ficou em décimo primeiro lugar na classificação não conseguindo a vaga. Na Copa Santa Catarina , o  alvinegro goleou o Nação por 5 a 1, no Estádio Orlando Scarpelli, mas está eliminado da Copa Santa Catarina. Também foi aprovada a recuperação judicial do clube,  mas teve contestação da justiça.

## Clássicos

### Figueirense versus Avaí
A primeira decisão do grande clássico de Florianópolis, e para muitos o maior de Santa Catarina ocorreu em 1924, quando o Figueirense venceu o Avaí por 1 a 0 e sagrou-se campeão do Torneio Início daquele ano.
Figueirense e Avaí decidiram o Campeonato Catarinense em três oportunidades: em 1975, quando o campeão foi o Avaí, em 1999, quando o Figueirense levou o título e em 2012 quando o Avaí foi campeão.
As duas equipes já se enfrentaram duas vezes pela Série B do Campeonato Brasileiro e, em 2001, chegaram juntas ao quadrangular final da Série B, quando o Figueirense terminou em segundo lugar e conseguiu o acesso à Série A, e o Avaí ficou em quarto. Em 2011, disputaram pela primeira vez juntos uma edição da série A do Campeonato Brasileiro em pontos corridos, com o Figueirense terminando em 7º e o Avaí em 20º, na última colocação. Em 2013, pela Série B, foi vencendo um clássico contra o Avaí na Ressacada por 4 a 0 que o Figueirense iniciou uma arrancada rumo ao seu retorno à elite, tirando a vaga do rival, que na ocasião da partida estava no G-4. Em 2015, a dupla de Florianópolis se enfrentou pela Copa do Brasil na segunda fase, com o Figueirense eliminando o rival após vencer no jogo de volta no Orlando Scarpelli por 2 a 0.
| Rival | J   | V   | E   | D   | GP  | GC  |
| ----- | --- | --- | --- | --- | --- | --- |
| Avaí  | 436 | 153 | 134 | 149 | 571 | 610 |

### Figueirense versus Criciúma
Figueirense e Criciúma já realizaram quatro finais de Campeonato Catarinense. O Tigre levou a melhor em 1993, mas viu o Figueirense erguer a taça em 1994, 2002 e 2008.
São os dois clubes catarinenses que mais disputaram edições do Brasileirão (17 participações do Figueirense e 13 do Criciúma). Se enfrentaram na elite em 2003, 2004 e 2014.
| Rival    | J   | V  | E  | D  | GP  | GC  |
| -------- | --- | -- | -- | -- | --- | --- |
| Criciúma | 189 | 62 | 60 | 68 | 206 | 236 |

### Figueirense versus Joinville
Figueirense e Joinville decidiram o Campeonato Catarinense também por cinco vezes. O JEC venceu em 1983 e 1984, enquanto o Figueira deu o troco em 2006, 2014 e 2015.
| Rival     | J   | V  | E  | D  | GP  | GC  |
| --------- | --- | -- | -- | -- | --- | --- |
| Joinville | 214 | 59 | 77 | 78 | 222 | 249 |

### Figueirense vs Chapecoense
A Figueirense já enfrentou o Chapecoense 167 vezes na história, foram 66 vitórias, 53 empates e 48 derrotas marcou 210 gols e sofreu 178 gols. A primeira final entre os dois clubes aconteceu no Supercampeonato Catarinense de 1996, o Figueirense foi o campeão. Após 22 anos, as equipes voltaram a se enfrentar em uma final de campeonato, desta vez pelo Campeonato Catarinense de 2018, o Figueirense sagrou-se campeão com o placar de 2 a 0. A primeira partida entre Figueirense x Chapecoense na história, foi um amistoso interestadual realizado no dia 17 de abril de 1975, a partida terminou empatada em 1 a 1. O jogo foi realizado no Estádio do Guarani, em Xaxim. A primeira vez em que Chapecoense x Figueirense se enfrentaram no Estádio Regional Índio Condá, em Chapecó, foi no dia 4 de julho 1976. O confronto era válido pelo Campeonato Catarinense daquela temporada.
| Rival       | J   | V  | E  | D  | GP  | GC  |
| ----------- | --- | -- | -- | -- | --- | --- |
| Chapecoense | 167 | 66 | 53 | 48 | 210 | 178 |

## Títulos
| ESTADUAIS     | ESTADUAIS                                | ESTADUAIS  | ESTADUAIS                                                                                                   |
|               | Competição                               | Títulos    | Temporadas                                                                                                  |
|               | Campeonato Catarinense                   | 18         | 1932, 1935, 1936, 1937, 1939, 1941, 1972, 1974, 1994, 1999, 2002, 2003, 2004, 2006, 2008, 2014, 2015 e 2018 |
|               | Copa Santa Catarina                      | 3          | 1990, 1996 e 2021                                                                                           |
|               | Recopa Catarinense                       | 2          | 2019 e 2022                                                                                                 |
|               | Supercampeonato Catarinense              | 1          | 1996 |
|               | Taça Santa Catarina                      | 1          | 1986 |
|               | Torneio Início do Campeonato Catarinense | 1          | 1924 |
| MUNICIPAIS    | MUNICIPAIS                               | MUNICIPAIS | MUNICIPAIS                                                                                                  |
|               | Competição                               | Títulos    | Temporadas                                                                                                  |
| Florianópolis | Campeonato Citadino de Florianópolis     | 13         | 1932, 1933, 1935, 1936, 1937, 1939, 1941, 1950, 1954, 1955, 1958, 1959 e 1965                               |
| Florianópolis | Torneio Início de Florianópolis          | 12         | 1924, 1927, 1932, 1941, 1947, 1948, 1949, 1950, 1951, 1959 e 1961 e 1962                                    |
| ------------- | ---------------------------------------- | ---------- | --- |

 Campeão Invicto

### Outras conquistas
- Torneio Mercosul: 1995
- Torneio de Paranaguá: 1951
- Torneio cidade de Florianópolis: 1921, 1922, 1923[51]

### Campanhas de destaque
| Figueirense Futebol Clube       | Figueirense Futebol Clube | Figueirense Futebol Clube | Figueirense Futebol Clube | Figueirense Futebol Clube |
| Torneio                         | Campeão                   | Vice-campeão              | Terceiro colocado         | Quarto colocado           |
| ------------------------------- | ------------------------- | ------------------------- | ------------------------- | ------------------------- |
| Campeonato Catarinense          | 18 vezes (último em 2018) | 7 vezes (último em 2012)  | 4 vezes (último em 2019)  | 2 vezes (2001 e 2016)     |
| Campeonato Brasileiro – Série B | Não possui                | 2 (2001 e 2010)           | 1 (1985)                  | 1 (2013)                  |
| Campeonato Brasileiro – Série C | Não possui                | Não possui                | 2 (1996)                  | Não possui                |
| Copa do Brasil                  | Não possui                | 1 (2007)                  | Não possui                | Não possui                |

## Estatísticas

### Participações
|  | Participações em 2025 |

| Competição     | Competição             | Temporadas | Melhor campanha            | Estreia | Última | P | R |
| Santa Catarina | Campeonato Catarinense | 81         | Campeão (18 vezes)         | 1924    | 2025   |   | 1 |
| Santa Catarina | Série B                | 1          | Vice-campeão (1987)        | 1987    | 1987   | 1 | – |
| Santa Catarina | Copa Santa Catarina    | 16         | Campeão (3 vezes)          | 1990    | 2025   |   |   |
| Santa Catarina | Recopa Catarinense     | 2          | Campeão (2 vezes)          | 2019    | 2022   |   |   |
|                | Primeira Liga          | 2          | Grupos (2016 e 2017)       | 2016    | 2017   |   |   |
| Brasil         | Campeonato Brasileiro  | 18         | 7º colocado (2006 e 2011)  | 1973    | 2016   |   | 3 |
| Brasil         | Série B                | 12         | Vice-campeão (2001 e 2010) | 1980    | 2020   | 3 | 1 |
| Brasil         | Série C                | 13         | 3º colocado (1996)         | 1981    | 2025   | 1 | – |
| Brasil         | Copa do Brasil         | 21         | Vice-campeão (2007)        | 1995    | 2022   |   |   |
|                | Copa Sul-Americana     | 4          | 2ª fase (2012 e 2016)      | 2004    | 2016   |   |   |

### Mais partidas
Estatísticas atualizadas em 19 de Agosto de 2022.

### Maiores artilheiros
Estatísticas atualizadas em 02 de janeiro de 2019.

## Elenco atual
Última atualização: 05 de Agosto de 2025.

### Jogadores notáveis
Grandes ídolos do clube
 Jogadores/técnicos Notáveis com passagem importante pelo clube
 Jogadores da base com passagem notáveis pelo clube

### Jogadores estrangeiros
Legenda
: Jogador da base

#### Jogadores estrangeiros por pais
Legenda
T: Treinador
B: Jogador de Base
| Pais           | Quantidade | Jogadores |
| Argentina      | 10         | Agustín Cattaneo, ignacio Canuto, Carlos Martin, Carlos Mazzoni, Frontini, Gastón Ada, Martín Lucero B, Niell, Juan Nice Rolán T, Agustin Kahl B |
| Uruguai        | 6          | Gabriel Edgard, Aguirregaray, Jorge Martines, Loco Abreu, Bruno Fornaroli, Felix Magno T                                                         |
| Colombia       | 5          | Nicolás Giraldo B, Larry Ângulo B, Elacio Córdoba, Michael Ortega, Felix Micolta                                                                 |
| Chile          | 3          | Agustin Volker B, Tomás Quintana B, Roberto Cereceda                                                                                             |
| Paraguai       | 3          | Gatito Fernández, Mario Saldívar, Wilson Pittoni                                                                                                 |
| Peru           | 2          | Víctor Cedrón, Darío Letona T |
| África do Sul  | 1          | Tyroane Sandows |
| Bolivia        | 1          | Leandro Gareca B |
| Camarões       | 1          | Blaise Tsague |
| Coreia do Sul  | 1          | Kwon Jun B |
| Espanha        | 1          | Romarinho |
| Estados Unidos | 1          | Brandon Ruiz B |
| Italia         | 1          | Raffaele Graniti T |
| Venezuela      | 1          | Breitner |

## Diretoria
SAF
| Cargo                                   | Nome                                | Instituição |
| Presidente do Conselho de Administração | Paulo Sergio Galotti Prisco Paraíso | SAF         |
| Membro do Conselho de Administração     | José Tadeu da Cruz                  | SAF         |
| Membro do Conselho de Administração     | Antônio Fernando Barreto Miranda    | SAF         |
| Diretor Executivo                       | Enrico Ambrogini                    | SAF         |
| Presidente do Conselho Fiscal           | Nilson José Goedert                 | SAF         |
| Membro do Conselho Fiscal               | João Gonçalves Filho                | SAF         |
| Membro do Conselho Fiscal               | Ray Borges Martins                  | SAF         |

Associação
| Cargo                                           | Nome                             | Instituição |
| Presidente do Conselho de Administração         | José Tadeu da Cruz               | Associação  |
| 1º Vice Presidente do Conselho de Administração | Fabiano Lehmkuhl Gerber          | Associação  |
| 2º Vice Presidente do Conselho de Administração | Gabriel Richter Pires            | Associação  |
| 3º Vice Presidente do Conselho de Administração | Antônio Paulo Remor              | Associação  |
| Secretário Geral do Conselho de Administração   | Felipe Passos Boppré             | Associação  |
| Presidente do Conselho Deliberativo             | Antônio Fernando Barreto Miranda | Associação  |
| 1º Vice Presidente do Conselho Deliberativo     | Francisco de Assis Filho         | Associação  |
| 2º Vice Presidente do Conselho Deliberativo     | Rodrigo Meyer Prisco Paraíso     | Associação  |
| 1º Secretário do Conselho Deliberativo          | Songer Gerson Souza da Silva     | Associação  |
| 2º Secretário do Conselho Deliberativo          | Manon Habkost Machad             | Associação  |
| Presidente do Conselho Fiscal                   | Alfeu Luz Losso                  | Associação  |
| Conselho Fiscal                                 | Iran Fernandes Moreira           | Associação  |
| Conselho Fiscal                                 | Luiz Henrique Dutra Guimarães    | Associação  |
| Conselho Fiscal                                 | Jaison Sena                      | Associação  |
| Conselho Fiscal                                 | Sérgio Rubens Cidade             | Associação  |

## Uniforme

### Uniformes dos jogadores
- 1º uniforme: Camisa preta com listras brancas, calção e meias pretas;
- 2º uniforme: Camisa branca, calção e meias brancas;

| 1º Uniforme | 2º Uniforme |

#### Uniformes dos goleiros
| 1º Uniforme | 2º Uniforme |

#### Uniformes anteriores
2017–18
Jogadores
| 1º Uniforme | 2º Uniforme | 3º Uniforme |

Goleiros
| 1º Uniforme | 2º Uniforme |

2016
Jogadores
| 1º Uniforme | 2º Uniforme | 3º Uniforme |

Goleiros
| 1º Uniforme | 2º Uniforme | 3º Uniforme |

2015
Jogadores
| 1º Uniforme | 2º Uniforme | 3º Uniforme |

Goleiros
| 1º Uniforme | 2º Uniforme | 3º Uniforme | 4º Uniforme |

2014
| 1º Uniforme | 2º Uniforme | 3º Uniforme | 4º Uniforme |

2013
| 1º Uniforme | 2º Uniforme | 3º (Raiz) |

2012
| 1º Uniforme | 2º Uniforme | 3º Uniforme |

2011
| 1º Uniforme | 2º Uniforme | 3º Uniforme | 4º Uniforme |  |

2010
| 1º Uniforme | 2º Uniforme |  |

2009
| 1º Uniforme | 2º Uniforme | 3º Uniforme |  |

2008
| 1º Uniforme | 2º Uniforme | 3º Uniforme | 4º Uniforme |  |

2007
| 1º Uniforme | 2º Uniforme | 3º Uniforme |

2006
| 1º Uniforme | 2º Uniforme |  |

2005
| 1º Uniforme | 2º Uniforme | 3º Uniforme |  |

2003–04
| 1º Uniforme | 2º Uniforme |

### Patrocinadores
| Ano       | Patrocinador master     | Material esportivo |
| --------- | ----------------------- | ------------------ |
| 1983      | Decorama                |                    |
| 1986–1988 | Dimas Consórcio         |                    |
| 1989      | Florisa                 |                    |
| 1992      | Amauri                  | Malharia NSA       |
| 1993      | Casas da Água           | Malharia NSA       |
| 1994      | Amauri                  | Malharia NSA       |
| 1995–1996 | Amauri                  | Poker              |
| 1996-1997 | Amauri                  | Pieri Sport        |
| 1998      | Rei Bingo               | Pieri Sport        |
| 1999      |                         | Umbro              |
| 2000      | Tim                     | Umbro              |
| 2001      | Amauri                  | Umbro              |
| 2002      |                         | Umbro              |
| 2003–2005 | Fame                    | Umbro              |
| 2006      | Ibagy                   | Umbro              |
| 2006–2008 | Taschibra               | Umbro              |
| 2009–2011 | Taschibra               | Fila               |
| 2012      | Taschibra               | Penalty            |
| 2013–2014 | Caixa Econômica Federal | Penalty            |
| 2015–2016 | Caixa Econômica Federal | Lupo Sport         |
| 2017–2018 | Caixa Econômica Federal | Adidas             |
| 2018–2019 | Saladices               | Topper             |
| 2020–2021 | Casas da Água           | 1921               |
| 2021      | Casas da Água           | Volt Sports        |
| 2022      | Champion Watch          | Volt Sports        |
| 2023–2024 | Aposta Ganha            | Volt Sports        |

## Patrimônios

### Estádio Orlando Scarpelli[53]
O Estádio Orlando Scarpelli, próprio do Figueirense Futebol Clube, está localizado no bairro mais populoso e de fácil acesso da região metropolitana de Florianópolis, considerada a capital brasileira com melhor qualidade de vida. Os bairros adjacentes ao estádio, na região continental da capital (Abraão, Bom Abrigo, Capoeiras, Coqueiros, Estreito e Itaguaçu) perfazem sozinhos cerca de 12% da população metropolitana. Somados à população da região central e demais bairros da Ilha de Santa Catarina, asseguram uma população circunvizinha equivalente a 35% da região metropolitana.
O Estádio encontra-se localizado a apenas 1 km do Corpo de Bombeiros, Batalhão da Polícia Militar e do Hospital Florianópolis. Desde 1999 vem sendo constantemente reformado e novas instalações foram agregadas ao patrimônio do Clube. Novos vestiários para as divisões de base, alambrados renovados, implantação de catracas eletrônicas com cartões indutivos de acesso, novos banheiros, reforma dos bares, modernização do sistema de iluminação, novas casamatas, colocação de 20 mil cadeiras numeradas em todos os setores, novo gramado com sistema automatizado de irrigação e drenagem, são algumas das obras efetuadas.
Em 2002, o estádio foi eleito pela Revista Placar como o “Caldeirão do Brasil”, ocasião em que atingiu o maior percentual de ocupação dos estádios brasileiros, com 49%, feito repetido nas últimas temporadas.
Em março de 2007, o Diário Lance, referência em cobertura esportiva no país, formou o ranking dos estádios brasileiros de acordo com o caderno de encargos da FIFA. Na oportunidade o Estádio Orlando Scarpelli foi classificado em 10º lugar entre as 24 praças esportivas visitadas, sendo o terceiro melhor estádio particular na avaliação do jornal.
À frente do Scarpelli, apenas a Arena da Baixada (Atlético Paranaense), Beira-Rio (Internacional) e Morumbi (São Paulo), enquanto o Couto Pereira (Coritiba) ganhou a mesma pontuação. Os demais eram públicos: Engenhão (Rio de Janeiro), Maracanã (Rio de Janeiro), Mineirão (Belo Horizonte), Raulino Oliveira (Volta Redonda), Serra Dourada (Goiânia) e Mangueirão (Belém do Pará).
Em 2008 o mesmo Diário Lance voltou a publicar uma nova avaliação dos estádios brasileiros levando em consideração os anseios do torcedor. Na nova aferição o Estádio Orlando Scarpelli ficou em terceiro lugar com a média de 6,5, perdendo apenas para a Arena da Baixada (6,9) e Engenhão (6,7).
Em 2016 o Scarpelli recebeu mais uma reforma, desta vez com a revitalização das cadeiras e da arquibancada em geral, foi feita também a troca dos alambrados por placas de proteção em vidro, com altura de aproximadamente 1,80m, medida aprovada pela Polícia Militar e Corpo de Bombeiros.

### Centro de Formação e Treinamento (CFT)[54]
O Centro de Formação e Treinamento do Cambirela foi inaugurado em agosto de 2000 e é um dos mais importantes locais de treinamento do Furacão Alvinegro. A área de implantação foi adquirida pela ASFIG (Associação Amigos do Figueirense), e cedida ao Figueirense. Um dos mais estruturados do país, o CFT, localizado ao pé do Morro do Cambirela, está a 20 km do centro de Florianópolis.
Com área de 65.000 m², o CFT do Figueirense é o local onde todas as atividades de treinamentos das mais diversas categorias são realizadas. Além da rotina de trabalho das diferentes categorias, o Centro de Formação e Treinamento do Cambirela também recebe os jogos oficiais das divisões de base, válidos pelas competições municipais e estaduais.
O CT tem uma estrutura com 4 campos oficiais, 1 campo exclusivo para treinamento de goleiros, 1 campo de areia, 3 vestiários, Academia, Rouparia, Centro de Convivência, Sala de Imprensa, Sala de Fisioterapia, Sala de Atendimento Médico e Sala da Comissão Técnica.

### Projeto Arena Figueirense
No dia 6 de março de 2012 o Figueirense tornou a público o seu projeto para a nova Arena, que seria construída no local onde está o Estádio Orlando Scarpelli. O trabalho de dois anos para estruturar o projeto foi formalizá-lo junto ao Conselho Deliberativo.
- Sermos os maiores não é uma meta possível, nunca teremos o volume de investimento de um Corinthians, Flamengo e outros time de eixos mais fortes, mas podemos ser os melhores, investir com mais qualidade, com mais objetividade, mais criatividade e melhores resultados que grandes times brasileiros - disse o então diretor executivo do Figueirense, Leonardo Moura.
A nova Arena seria moderna e simples ao mesmo tempo. Ousada ao obedecer na íntegra os padrões FIFA e contida para não extrapolar a capacidade de investimento totalmente privado, sem recorrer a dinheiro público. O projeto foi cuidado para não extrapolar o ambiente já ocupado pelo Scarpelli e a obra previa uso de material encontrado na região. Seriam R$ 300 milhões a serem captados junto à iniciativa privada a partir de agora.
A Allianz Sports assina o empreendimento, que inovaria na região sul por conter, junto à praça multiúso (esportes e shows), um shopping center.
- Seriam áreas independentes nos acessos. Tudo é muito cuidado, mas o complexo seria um só e visaria justamente ao aproveitamento em tempo integral e auto-sustentável, com destaque para a versatilidade do espaço. Seriam 10 tipos de ingressos diferentes, desde o camarote até setores mais populares, e a possibilidade de passar um dia inteiro de lazer junto ao clube - destacou Rodrigo Brilinger, um dos investidores e parceiros do clube.
A ideia seria concluir a prospecção de investidores e começar a construção, que deveria durar dois anos. As arquibancadas do atual Scarpelli seriam remontadas em área que seria doada em São José, tendo como plano B o município de Palhoça.

### Escudos
| Escudos do Figueirense | Escudos do Figueirense | Escudos do Figueirense | Escudos do Figueirense | Escudos do Figueirense | Escudos do Figueirense | Escudos do Figueirense | Escudos do Figueirense |
| 1921–1930              | 1930–1940              | 1940–1951              | 1951–1974              | 1974–1980              | 1980–1999              | 1999–atualmente        |                        |
| ---------------------- | ---------------------- | ---------------------- | ---------------------- | ---------------------- | ---------------------- | ---------------------- | ---------------------- |

### Programa Jovem Furacão
O Programa Jovem Furacão, que é uma realização do Figueirense, em parceria com a ASFIG, conta com a chancela dos Ministérios da Cultura e Esporte por meio da Lei Rouanet e Lei de Incentivo ao Esporte, respectivamente. O Programa tem como principal objetivo formar além de atletas profissionais, cidadãos que possam desenvolver seus talentos humanos, no esporte e na vida pessoal. O Programa possui uma base pedagógica e cultural que estimula a participação dos jovens em atividades culturais, educacionais e sociais. Além disso, estimula o apoio de seus familiares e é baseado no desenvolvimento contínuo de competências, que abrangem diversas áreas, como ética e cidadania, qualidade de vida, habilidades sociais, gestão de carreira, educação continuada e desenvolvimento cultural.

## Categorias de Base
O Figueirense Futebol Clube oferece infraestrutura para os mais de 100 jovens que compõem as suas categorias de base. Um ambiente familiar dividido em dormitórios, refeitório, sala de estudo, biblioteca, área de serviço, lazer e vestiário. Além dessa estrutura, o Programa Jovem Furacão tem projetos aprovados junto ao Ministério do Esporte que visam a melhoria da estrutura de treinamento das suas categorias de base.
Campeão dos principais torneio de base do País. Além de contar com revelações como André Santos, que foi lateral da Seleção Brasileira, Roberto Firmino, centroavante titular da equipe do Liverpool, também foi criado nas ‘canteras’ do Alvinegro, assim como lateral-esquerdo e de seleção Filipe Luís, entre tantos outros. Em fevereiro de 2018, o clube foi congratulado pela CBF (Confederação Brasileira de Futebol) com um selo categoria A, de clube formador.
Segundo Murilo Flores, diretor institucional do Figueirense, o clube disponibiliza R$4 milhões para a base. São três categorias administradas: sub15, sub17 e sub20 que somam 100 atletas. Destes, 68 são hospedados no estádio Orlando Scarpelli onde, segundo Murilo Flores, está de acordo com todas as obrigações junto aos órgãos responsáveis. E atual administração quer mais: a direção está em processo de retomada de um projeto antigo que prevê a construção de alojamentos e de um hotel no CFT do Cambirela, em Palhoça.
“Esse volume de recursos e o tratamento que a gente dá, de prioridade na base, levou a ter um certificado de clube formador. A CBF exige instalações adequadas, amparo de saúde e de educação. Esse investimento é importante, principalmente, se levado em conta a proporção que é gasta com o profissional e com a base”, explicou Flores
A partir desse olhar sensibilizado, o dirigente alvinegro falou também sobre a intenção de aprimorar o tratamento nessa fase peculiar da vida humana. A intenção é dar uma espécie de premiação, de valorização das pequenas atitudes. “Por exemplo, o grupo de atletas que tiver o quarto mais organizado, terá direito a um jantar em um restaurante, uma noite no cinema, enfim, são adolescentes, também precisam de mais do que escola e treinamento”, justificou.

#### Títulos das categorias de base
| INTERNACIONAIS | INTERNACIONAIS                             | INTERNACIONAIS | INTERNACIONAIS                                                          |
|                | Competição                                 | Títulos        | Temporadas                                                              |
| -------------- | ------------------------------------------ | -------------- | ----------------------------------------------------------------------- |
|                | J-League International Youth Cup           | 1              | 2016                                                                    |
|                | Copa Promissão                             | 2              | 2008 e 2012                                                             |
| NACIONAIS      |                                            |                |                                                                         |
|                | Competição                                 | Títulos        | Temporadas                                                              |
|                | Copa São Paulo de Futebol Júnior           | 1              | 2008                                                                    |
|                | Copa do Brasil de Futebol Sub-15           | 1              | 2018                                                                    |
| ESTADUAIS      |                                            |                |                                                                         |
|                | Competição                                 | Títulos        | Temporadas                                                              |
|                | Campeonato Catarinense de Futebol Infantil | 11             | 2001, 2002, 2003, 2005, 2006, 2007, 2008, 2009, 2010, 2014 e 2016       |
|                | Campeonato Catarinense de Futebol Juvenil  | 11             | 2000, 2001, 2002, 2004, 2005, 2007, 2008, 2009, 2011, 2013 e 2016       |
|                | Campeonato Catarinense de Futebol Júnior   | 7              | 1985, 2002, 2006, 2007, 2009, 2012 e 2018                               |
|                | Copa Santa Catarina de Futebol Sub-20      | 1              | 2016                                                                    |
|                | Copa Santa Catarina de Futebol Sub-17      | 1              | 2007                                                                    |
|                | SC Cup Juvenil                             | 1              | 2007                                                                    |
|                | Antonio Carlos Cup Sub-17                  | 1              | 2015                                                                    |
|                | Antonio Carlos Cup Sub-13                  | 1              | 2015                                                                    |
|                | Copa ACR de Futebol de Base Sub-13         | 1              | 2018                                                                    |
| MUNICIPAIS     |                                            |                |                                                                         |
|                | Competição                                 | Títulos        | Temporadas                                                              |
| Florianopolis  | Campeonato Citadino Mirim                  | 1              | 2002                                                                    |
| Florianopolis  | Campeonato Citadino Infantil               | 9              | 2001, 2002, 2003, 2005, 2006, 2009, 2010, 2014 e 2015                   |
| Florianopolis  | Campeonato Citadino Juvenil                | 12             | 1961, 1963, 1969, 1974, 1997, 2000, 2001, 2002, 2004, 2005, 2009 e 2012 |

## Outras modalidades esportivas

### Futebol 7 feminino
Em 17 de junho de 2017, foi anunciada uma parceria entre o Figueirense e a equipe Veneno Futebol Clube visando um projeto de médio a longo prazo, e já adiantando o processo de encontro com a solicitação da CBF que a partir de 2019 os clubes irão disputar Campeonatos de Futebol Feminino.
O Projeto inicialmente conta com Futebol 7 pelas competições da Associação Brasileira de Clubes de Futebol 7, e agora com a parceria do Figueirense as atletas iniciarão a transição para o campo, já visando as futuras competições em que o Figueirense Futebol Clube irá disputar.
O projeto de futebol feminino do Veneno Futebol Clube teve início no ano de 2008, inicialmente voltado para a modalidade de Futebol 7, a equipe nesses mais de dez anos de existência conseguiu uma grande evolução dentro do cenário regional e nacional da modalidade. Há cinco anos o projeto conta a parceria do Paula Ramos Esporte Clube.
No ano de 2012, a equipe obteve a conquista do I Campeonato Brasileiro de Futebol 7, disputado no estado de Mato Grosso do Sul, onde na final superou a forte equipe do Grêmio.
Já em 2013, no estado de Minas Gerais, a equipe consegue seu segundo título nacional, dessa vez trazendo para Florianópolis o título da Copa do Brasil de Futebol 7.
Desde então o projeto vem acumulando inúmeros títulos regionais, como o Sul-Brasileiro em 2016. Em Santa Catarina, a Federação Catarinense de Futebol 7 organizou quatro campeonatos estaduais femininos e a Associação Brasileira de Clubes de Futebol 7 organizou somente um, em 2019, dois conquistados como Veneno/Paula Ramos e três como Figueirense/PREC.
Em 27 de agosto de 2017, é conquistado o primeiro título da nova parceria Figueirense/PREC. O Figueirense venceu a equipe do Sem Maldade FC (Joinville) pelo placar de 5 a 0 e garantiu o Campeonato Catarinense de Futebol 7 Feminino, de forma invicta.
`
No dia 10 de dezembro de 2017, a equipe do Figueirense/PREC é campeã mundial de forma invicta. Em toda competição, o Figueirense marcou 22 gols e sofreu apenas 8. Na final, o Figueirense enfrentou a equipe do Pingüinos Blancos, do Peru. No tempo normal o placar ficou empatado em 1 a 1, porém no shoot-out (jogadora contra a goleira), o Figueirense venceu por 1 a 0 e levantou o troféu da competição mais importante da categoria.
No dia 10 de dezembro de 2018, o Figueirense/PREC conquista novamente o título mundial da competição. Na estreia, derrotou por W.O a equipe colombiana do Gol F7 que não conseguiu chegar a tempo na cidade de Curitiba-PR. Na segunda rodada, nova vitória, desta vez pelo placar de 6 a 3, sobre o União Ribeirão. Na terceira rodada, goleou por 6 a 1 o Águia Dourada e se colocou na semifinal de forma invicta. Na semifinal, goleada inapelável, por 9 a 0, sobre o Barcelona-PR. Na final, o Figueirense enfrentou a equipe Leonas, do México, e venceu de 6 a 2, e levantou a taça do bicampeonato de maneira invicta.
O ano de 2019 foi um ano com varias conquistas para a equipe. Na temporada a equipe foi campeã da Copa Continente, Campeonato Municipal LICOB, Etapa Sul da Liga Fut7, Copa Sul e, no mês de novembro, Campeonato Catarinense. Porém, a equipe também obteve um marco maior. O Figueirense foi novamente campeão mundial de Futebol 7, em 2019, mantendo sua hegemonia e assim dispondo de uma terceira estrela no escudo.

##### Campanha do Figueirense/PREC no mundial de 2019
Vitória
      Empate
      Derrota
| 21 de setembro 1ª rodada | Figueirense/PREC        | 5–0 | Ma-Rus FC | Roma, Itália |
|                          | Aninha (3x) Marina (2x) |     |           |              |

| 21 de setembro 2ª rodada | Integral FC | 0–14 | Figueirense/PREC                                                          | Roma, Itália |
|                          |             |      | Aninha (3x) Becko (2x) Prá (2x) Getúlio (2x) Renata (2x) Bel Bruna Thuany |              |

| 22 de setembro Semifinal | Figueirense/PREC | 3–1 | União Ribeirão | Roma, Itália |
|                          | Marina (3x)      |     |                |              |

| 23 de setembro Final | Lazio | 1–1* | Figueirense/PREC | Roma, Itália |
|                      |       |      | Marina           |              |

#### Títulos
| MUNDIAIS       | MUNDIAIS                                        | MUNDIAIS | MUNDIAIS                                      |
|                | Competição                                      | Títulos  | Temporadas                                    |
| -------------- | ----------------------------------------------- | -------- | --------------------------------------------- |
|                | Mundial de Clubes de Futebol 7 Feminino         | 3        | 2017, 2018, 2019                              |
| CONTINENTAIS   |                                                 |          |                                               |
|                | Competição                                      | Títulos  | Temporadas                                    |
| Brasil         | Liga das Américas de Futebol 7 Feminino         | 2        | 2018, 2022                                    |
| NACIONAIS      |                                                 |          |                                               |
|                | Competição                                      | Títulos  | Temporadas                                    |
| Brasil         | Campeonato Brasileiro de Futebol 7 Feminino     | 1        | 2012                                          |
| Brasil         | Liga Nacional de Futebol 7 Feminino             | 2        | 2019, 2021                                    |
| Brasil         | Copa do Brasil de Futebol 7 Feminino            | 2        | 2013, 2023                                    |
| Brasil         | SuperCopa do Brasil de Futebol 7 Feminino       | 2        | 2021, 2022                                    |
| Brasil         | Taça Brasil de Futebol 7 Feminino               | 1        | 2023                                          |
| REGIONAL       |                                                 |          |                                               |
|                | Competição                                      | Títulos  | Temporadas                                    |
| Brasil         | Campeonato Sul-Brasileiro de Futebol 7 Feminino | 1        | 2016                                          |
| Brasil         | Copa Sul de Futebol 7 Feminino                  | 1        | 2019                                          |
| ESTADUAIS      |                                                 |          |                                               |
|                | Competição                                      | Títulos  | Temporadas                                    |
| Santa Catarina | Campeonato Catarinense de Futebol 7 Feminino    | 8        | 2012, 2013, 2017, 2018, 2019, 2020 2021, 2023 |
| Santa Catarina | Torneiro Início de Futebol 7 Feminino           | 1        | 2015                                          |
| Santa Catarina | Liga Metropolitana de Futebol 7 Feminino        | 1        | 2014                                          |
| Santa Catarina | Floripa Cup de Futebol 7 Feminino               | 3        | 2011, 2012, 2017                              |
| Santa Catarina | Sul da Ilha Cup V de Futebol 7 Feminino         | 1        | 2011                                          |
| Brasil         | Copa Fair Play de Futebol Society               | 1        | 2018                                          |
| Brasil         | Copa Continente de Futebol 7 Feminino           | 2        | 2018, 2019                                    |
| Brasil         | Taça do GovernadorFutebol 7 Feminino            | 1        | 2020                                          |

 Campeão Invicto

#### Outras conquistas
- Copa Bandeirantes 3x
- Arena Bate Bola 2x
- Torneio Intermunicipal (Balneário Camboriú)
- Campeonato Municipal LICOB 2019

### Futebol 7 Masculino
Figueirense/Beira Rio de Futebol 7
A parceria entre Figueirense e a Associação Recreativa e Cultural Beira Rio acontece desde o ano de 2009. Neste período a equipe conquistou três títulos da Floripa Cup, mostrando a força da equipe na modalidade. Com a parceria, passarão também a ter o apoio da assessoria de marketing e de imprensa. O Futebol 7 Society é a categoria de futebol amador que mais cresce no Brasil e o Figueirense/Beira Rio é conhecido como um dos mais tradicionais clubes amadores Catarinenses.
Fundado em 1984 por um grupo de amigos, o Beira Rio pleiteou uma vaga junto à Liga Amadora de São José/SC, no início da década de 90, quando começou o projeto de forma oficial. A partir de 2008, o Beira Rio começou a representar o Figueirense Futebol Clube no Futebol 7, popularmente conhecido como Futebol Society e conquistava pela primeira vez o título da Série A da Floripa Cup, torneio mais importante da categoria na região da Grande Florianópolis e de Santa Catarina.
Em 2012, ganhou seu segundo título da Floripa Cup. Ainda em 2012, o Figueirense/Beira Rio participou de um torneio de Beach Soccer realizado em Florianópolis.
Em 2013, sagrou-se tricampeão da Floripa Cup sobre o seu maior rival, o Avaí.
Por três vezes o Figueirense/Beira Rio disputou a Copa do Brasil de Futebol 7, o torneio reuniu 32 equipes, em 2010 terminou na 8ª colocação e em 2011 na 16ª colocação.
Em 2014, venceu a equipe do Metropolitano/BMH em disputa de shoot out (uma espécie de pênaltis), e sagrou-se Campeão da Liga Metropolitana Borges de Mendonça de Futebol 7.
Em março de 2015, foi campeão de forma invicta da 3º edição da Copa Federação de Futebol 7. No dia 14 de novembro de 2015, conquistou o 4ª título da Copa Floripa de Futebol 7, vencendo o time da AABB Florianópolis por 3 a 1 nos shoot Outs.
Em 2016 O Figueirense foi bicampeão da Copa Federação e vice-campeão do Circuito Brasileiro de FUT7 perdendo a final para Santos.

#### Títulos
| ESTADUAIS      | ESTADUAIS               | ESTADUAIS | ESTADUAIS               |
|                | Competição              | Títulos   | Temporadas              |
| -------------- | ----------------------- | --------- | ----------------------- |
| Santa Catarina | Copa Floripa            | 4         | 2008, 2012, 2013 e 2015 |
| Santa Catarina | Copa Federação          | 2         | 2015 e 2016             |
| Santa Catarina | Liga Metropolitana      | 1         | 2014                    |
| Santa Catarina | Liga Borges de Mendonça | 1         | 2014                    |
| Santa Catarina | Taça do Governador      | 1         | 2020                    |

## Torcida
O Figueirense ficou conhecido como O mais querido de Santa Catarina, por mais que a maioria das pesquisas não afirmem o apelido. A preferência pelo alvinegro também é percebida nas principais redes sociais, onde o Figueirense possui um número muito superior de seguidores que seus rivais Catarinenses.

### Sócio-torcedores
Atualmente, o Figueirense conta com mais de 8.000 sócio-torcedores

### Torcidas atuais
- Gaviões Alvinegros
- Barrigueira
- Choppgueira
- Torcida Elas

### Torcidas extintas
- Barra Alvinegra
- Charanga do Paulinho
- Jovem Alvinegra
- Resistência Alvinegra (Barra Brava)
- Os Fanáticos
- Bobgueira

### Outras associações
- ASFIG - Associação Amigos do Figueirense
- COFES - Comissão Organizadora de Festas e Eventos no Scarpelli
- ATOF - Associação das Torcidas Organizadas do Figueirense